# خاویر ساموئل
خاویر ساموئل (انگلیسی: Xavier Samuel؛ زادهٔ ۱۰ دسامبر ۱۹۸۳) هنرپیشه و بازیگر سینما اهل استرالیا است. وی از سال ۲۰۰۳ میلادی تاکنون مشغول فعالیت بوده‌است.
از فیلم‌ها یا برنامه‌های تلویزیونی که وی در آن نقش داشته است می‌توان به گرگ و میش: سپیده‌دم - قسمت دوم، گرگ و میش: کسوف، بی‌نام، نیوکاسل،، سپتامبر خشم و عشق و دوستی اشاره کرد.